# Estación de Chūō-rinkan
La estación de Chūō-rinkan (中央林間駅 Chūō-rinkan-eki?) es una estación de pasajeros situada en la ciudad de Yamato, Kanagawa. Forma parte de la línea Enoshima de Odakyu (OE 02) y de la línea Den-en-toshi de Tokyu (DT 27).

## La estación
Ambas secciones de la estación se componen de una plataforma de isla que da servicio a dos vías.

## Servicios ferroviarios
| procedencia/destino | < estación | Línea | estación > | destino/procedencia                 |
| ------------------- | ---------- | ----- | ---------- | ----------------------------------- |
| Terminal            | Terminal   |       | Tsukimino  | Shibuya・Oshiage(Skytree)・Kasukabe |

| procedencia/destino        | < estación    | Línea | estación >     | destino/procedencia                         |
| -------------------------- | ------------- | ----- | -------------- | ------------------------------------------- |
| Machida/Hashimoto/Hachioji | Minami-rinkan |       | Higashi-rinkan | Higashi-Kanagawa/Yokohama/Sakuragicho/Ofuna |

## Galería de fotos

### Sección de Odakyu

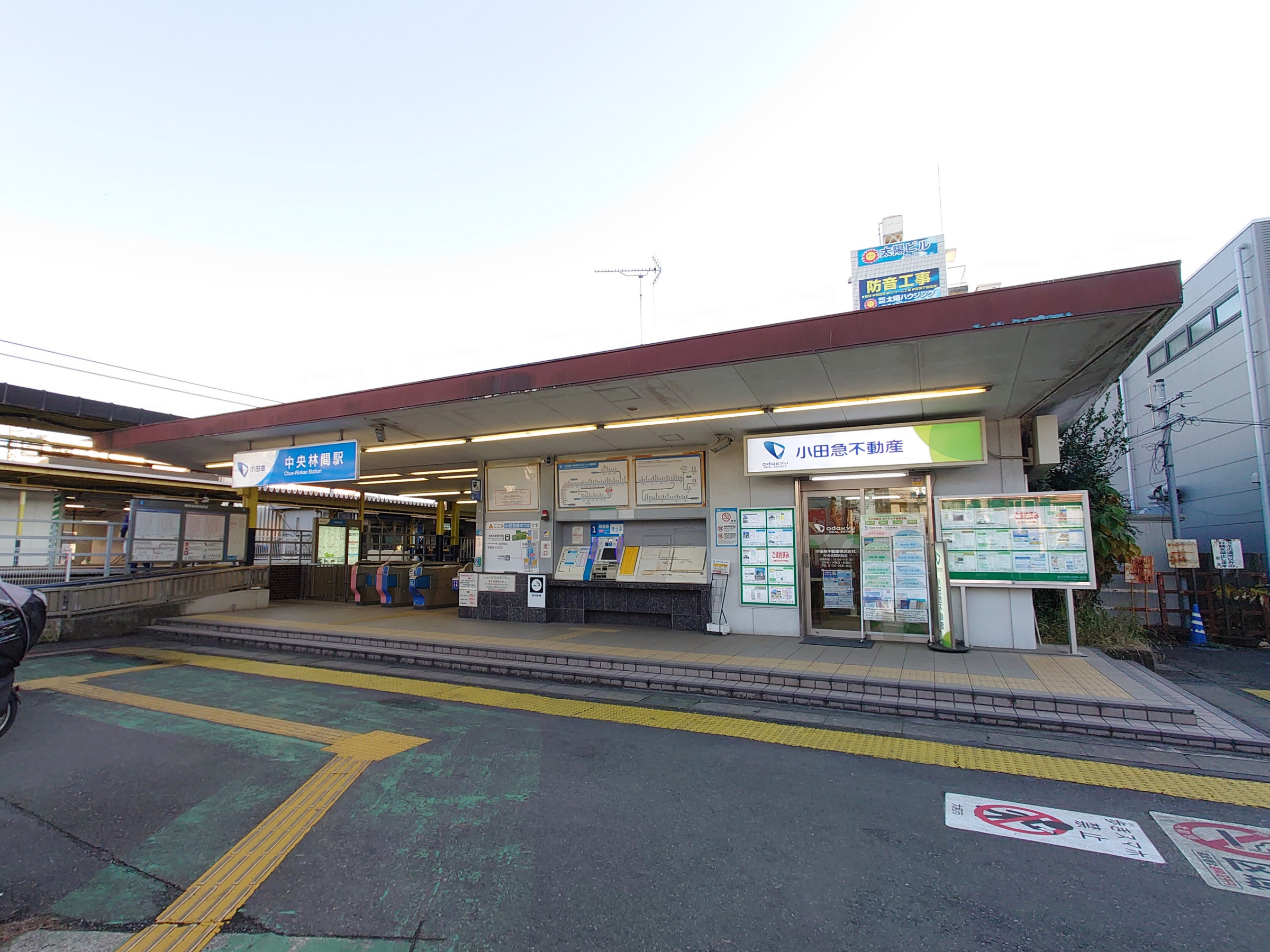
Acceso norte
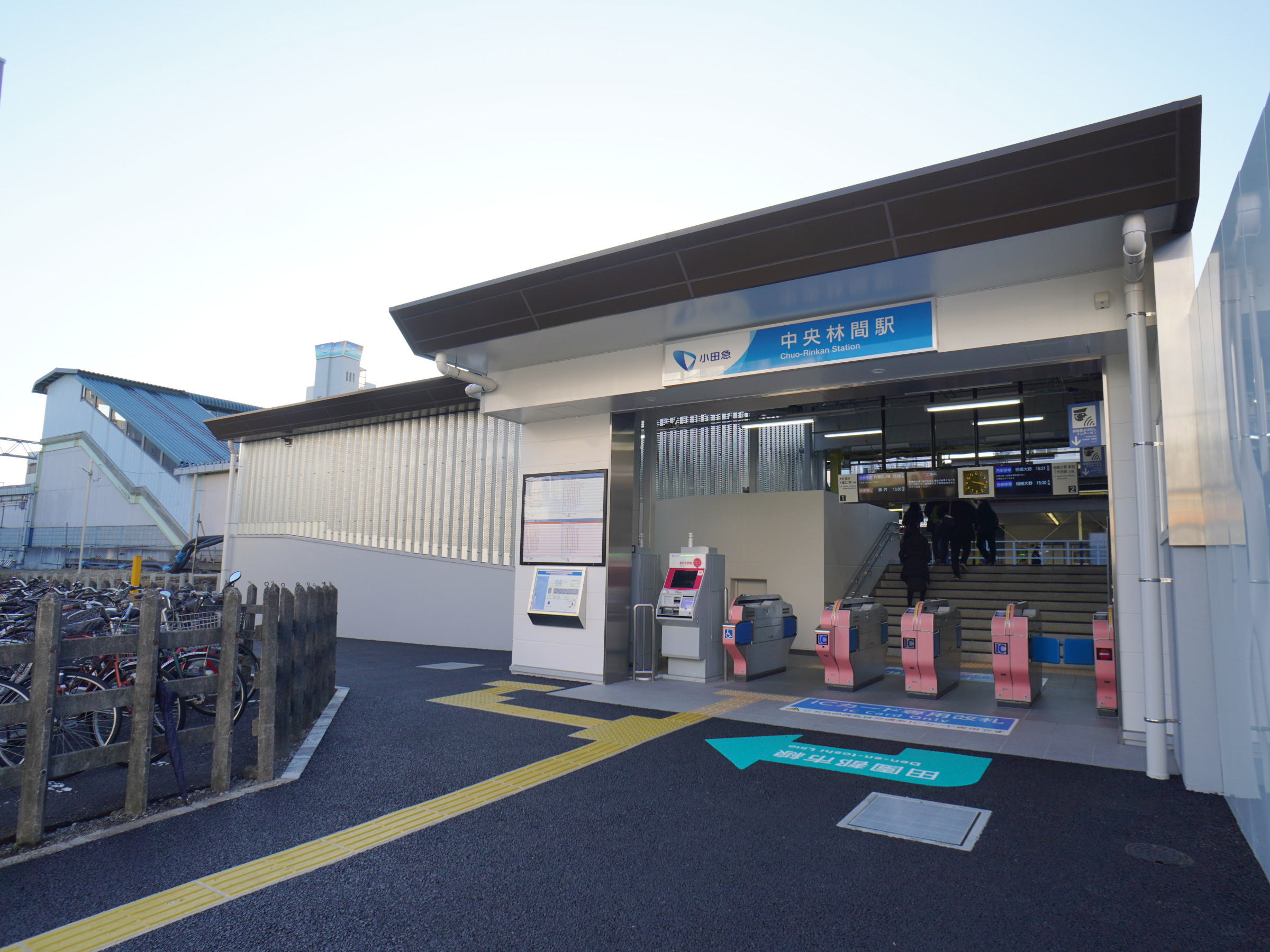
Acceso este de Odakyu
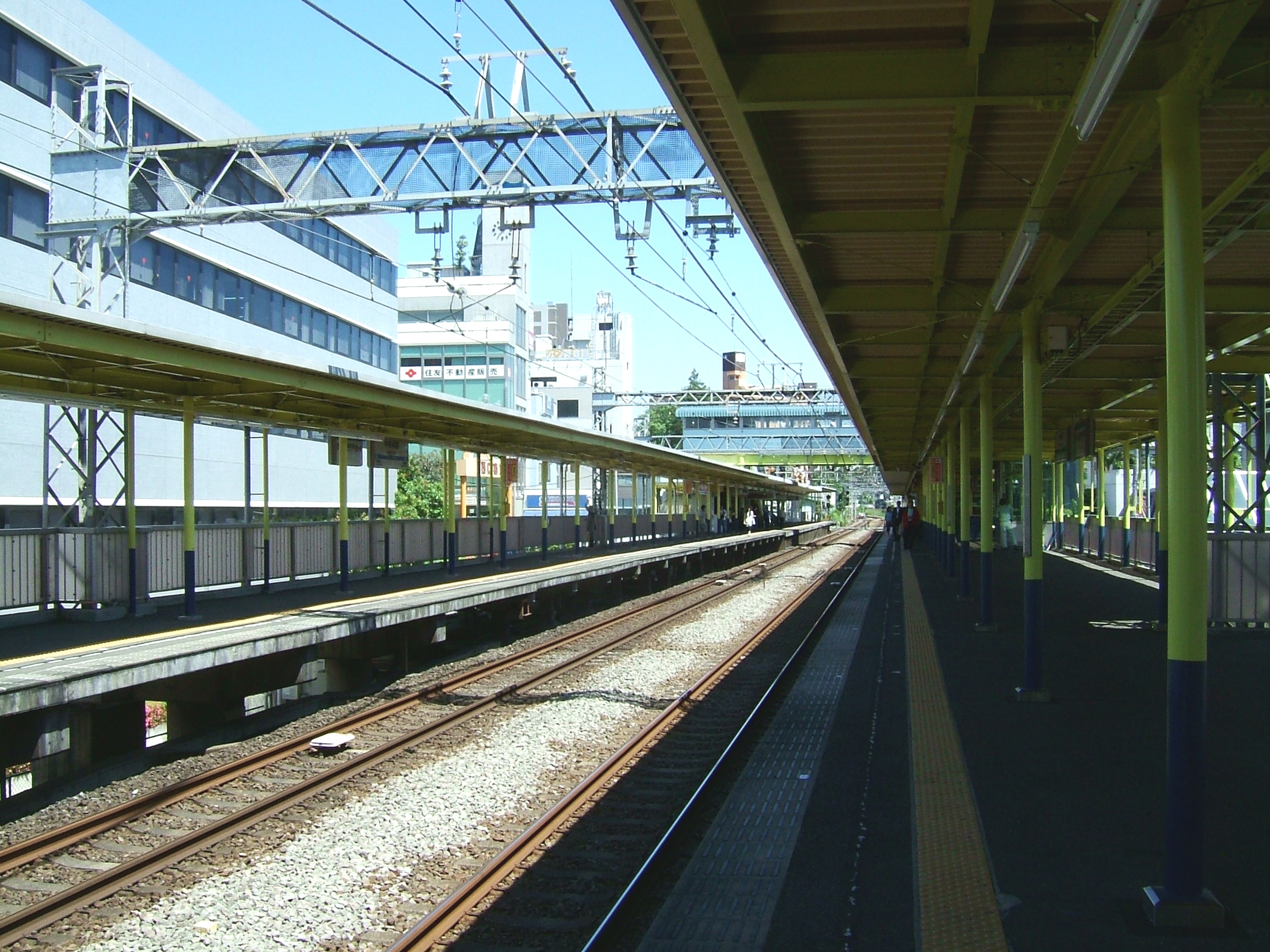
Andén

### Sección de Tokyu

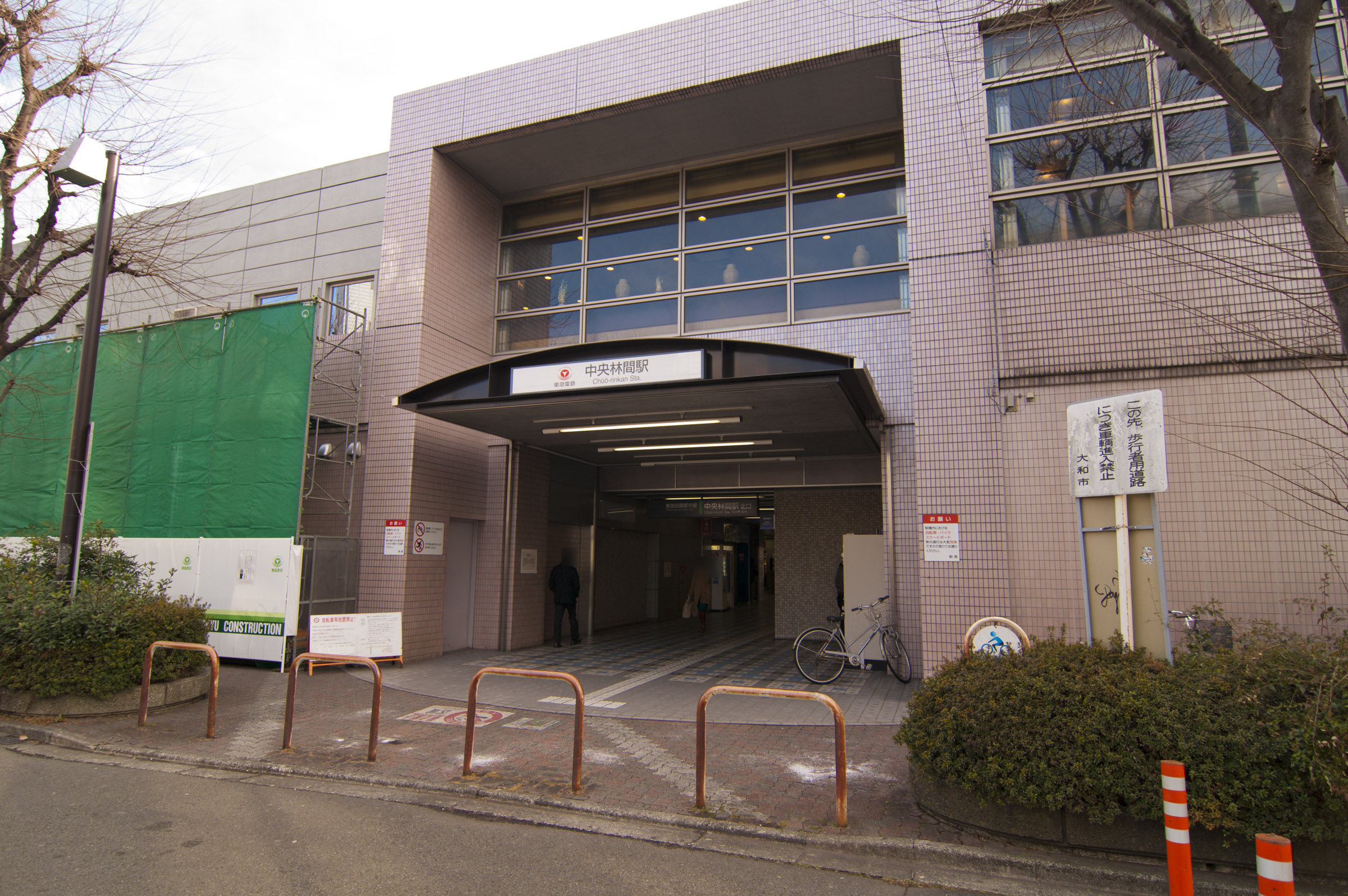
Acceso Tokyu norte (febrero de 2012)
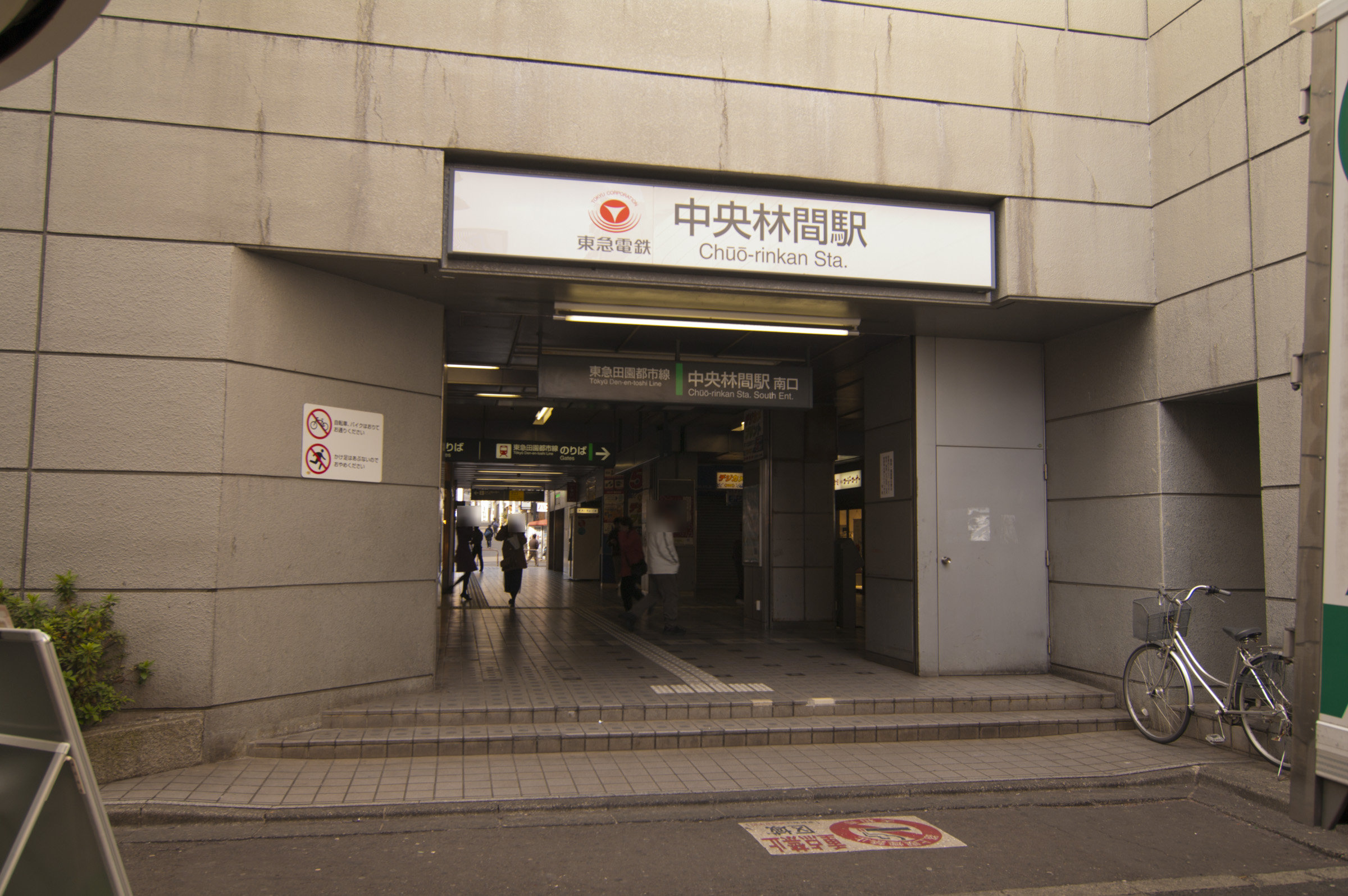
Acceso sur (febrero de 2012)
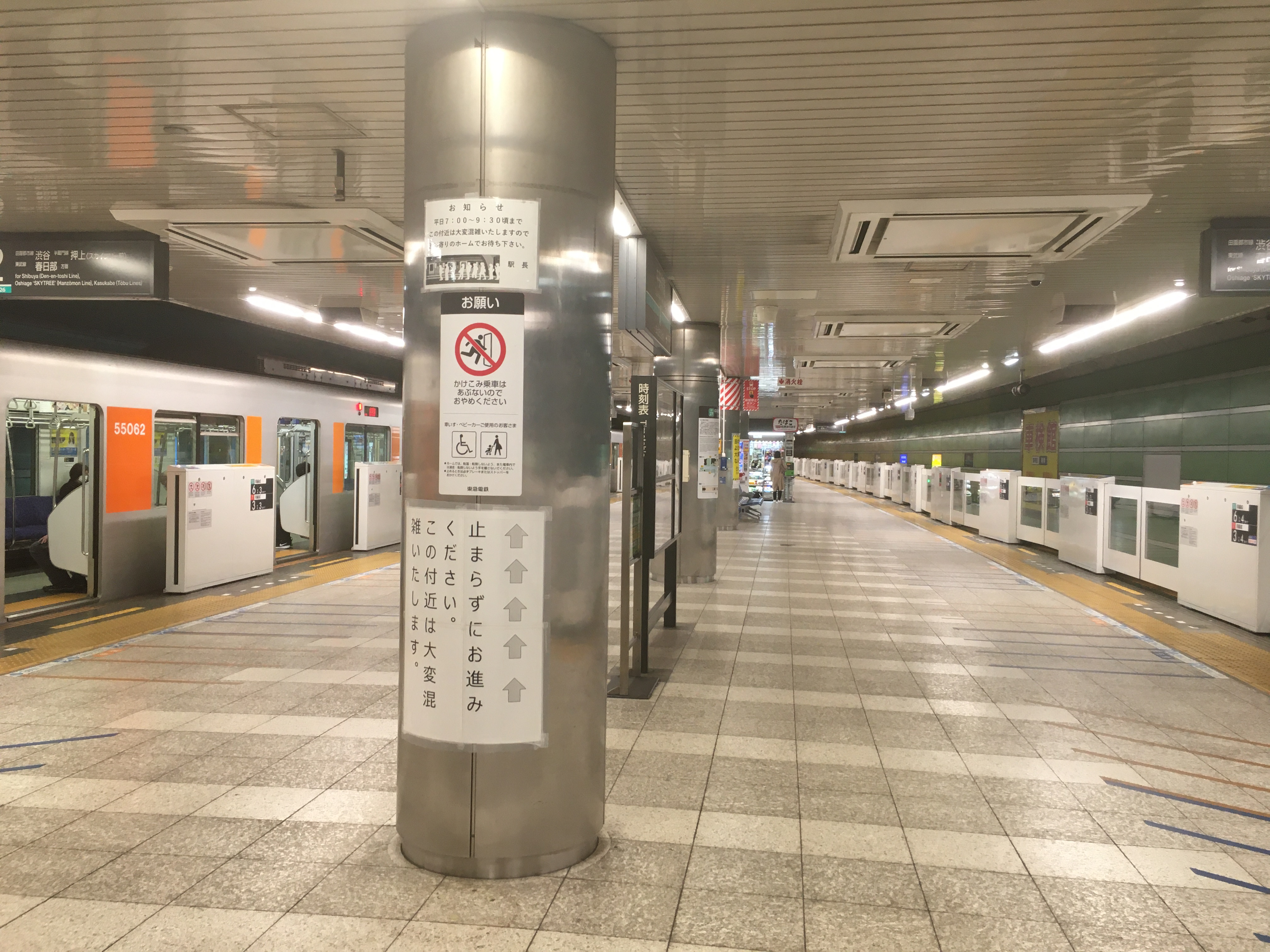
Andén (noviembre 2021)
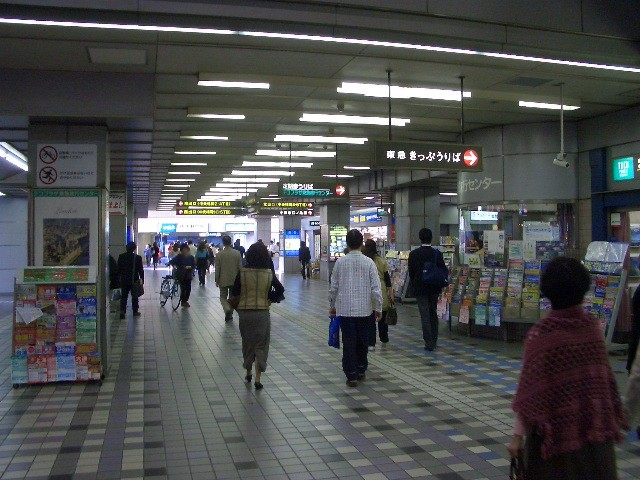